# الاتحاد العام للفنانين التعبيريين الفلسطينيين
الاتحاد العام للفنانين التعبيريين الفلسطينيين منظمة نقابية مهنية أهلية غير حكومية
```
تأسست في تونس عام 1984 ويقع مقرها الحالي في مدينة 
رام الله
 في 
فلسطين
.
[
1
]
[
2
]
[
3
]
```

## لمحة تاريخية
تأسس الاتحاد العام للفنانين التعبيريين الفلسطينيين خلال المؤتمر التأسيسي الأول لمنظمة التحرير الفلسطينية، والذي انعقد في تونس في الفترة ما بين يومي 16-20 سبتمبر (أيلول) عام 1984، وبعد أن وصلت السلطة الوطنية الفلسطينية إلى سدة الحكم أعيد تأسيس الاتحاد وأصبح مقره الدائم في مدينة رام الله في فلسطين. يمتلك الاتحاد فروعا له في مختلف محافظات الضفة الغربية وقطاع غزة إلى جانب عدد من الفروع في عدة مدن وبلدان عربية وأجنبية، ويهتم الاتحاد بجميع انواع الفنون التعبيرية بما فيها الموسيقي والفن التشكيلي والتمثيل والتصوير والفنون المسرحية وغير ذلك.

## الأدوار
يتمثل دور الاتحاد العام للفنانين التعبيريين الفلسطينيين في التعريف بالفنانين التعبيريين الفلسطينيين ودعمهم والدفاع عن حقوقهم بجميع السبل الممكنة، والعمل على توفير الظروف الملائمة لهم، إلى جانب توظيف كافة الطاقات الفنية والإبداعية وتطويرها في خدمة قضايا الشعب الفلسطيني والحفاظ على الهوية الفلسطينية وحمايتها وإبراز قيمتها الحضارية والإنسانية والتصدي للمحاولات الصهيونية الرامية لطمس معالمها وتزييفها وانتحالها.
تتضمن أهداف الاتحاد أيضًا التنسيق مع كافة الهيئات الفنية والاتحادات النقابية والمهنية الأخرى، وتعزيز المُشاركة في الفعاليات والأنشطة والمؤتمرات والمهرجانات والتجمعات الفنية المحلية والعربية والعالمية والعمل على إبراز السمات الإنسانية والوطنية والتراثية للشعب العربي الفلسطيني في الأعمال الفنية والإبداعية، وعرضها على الجماهير الواسعة بطرق فنية، والعمل على نشر الفنون التعبيرية والتعريف بها بين أبناء الشعب الفلسطيني في جميع أنحاء الضفة الغربية وقطاع غزة ومن مختلف الأعمار والطبقات، ورعاية المواهب الفنية والإبداعية الواعدة وتشجيعها لذلك يشرف الاتحاد على المسارح المدرسية والمسارح الجامعية.

## الهيكل التنظيمي
ينتمي الاتحاد العام للفنانين التعبيريين الفلسطينيين إلى مجموعة الاتحادات النقابية والمهنية التابعة لمنظمة التحرير الفلسطينية، وتتشكل أمانته العامة بالانتخاب من بين الأعضاء المنتسبين للاتحاد. يُشترط لعضوية الاتحاد العام للفنانين التعبيريين الفلسطينيين أن يكون العضو فلسطيني الجنسية لا يقل عمره عن 18 عامًا، ويعمل في أحد مجالات السينما أو المسرح أو الموسيقى والغناء أو الرقص التعبيري أو الشعبي، أو التلفزة، أو الإذاعة، أو التصوير الفوتوغرافي شريطة أن يكون المصور قد أقام معرضاً فنيًا خاصاً وموثقاً أو شارك في معارض فنية موثقة مع مصورين آخرين. وينقسم أعضاء الاتحاد إلى أربعة أنواع على النحو التالي:
- أعضاء عاملون: ويُشترط أن يكونوا من خريجي احد المعاهد الفنية المتخصصة في أحد الفنون التعبيرية أو من الجامعات أو الكليات المعترف بها رسمياً، والتي تعنى بفرع  أو فروع من فنون التعبير، أو يكونوا من أصحاب الخبرة والكفاءة الذين قدموا خمسة أعمال ذات قيمة فنية وإبداعية كبيرة في مجال تخصصهم. ويتمتع الأعضاء العاملون بالاتحاد بكافة المزايا والحقوق باستثناء حق الترشيح لعضوية الأمانة العامة للاتحاد والانتخاب.
- أعضاء مراقبون: وويُشترط أن يكونوا من الطلاب الدارسين بأحد المعاهد الفنية المتخصصة في أحد الفنون التعبيرية أو في إحدى الجامعات أو الكليات المعترف بها رسمياً، والتي تعنى بفرع أو أكثر من فروع الفنون التعبيرية، أو أن يكون العضو قد سبق له المشاركة في أقل من خمسة أعمال فنية في مجال تخصصه، أو أن يكون العضو أحد المواهب الواعدة ويجتاز اختبار القدرات والمواهب والمهارات الفنية أمام لجنة متخصصة. ويتمتع الأعضاء المراقبون. بكافة المزايا والحقوق باستثناء حق الترشيح لعضوية الأمانة العامة للاتحاد والانتخاب.
- أعضاء شرفيون: وويُشترط أن يكونوا من الفنانين العرب أو الأجانب الذين أسهموا بأعمال فنية في خدمة القضية الفلسطينية، وترشحهم الأمانة العامة للمؤتمر العام. ويتمتع الأعضاء الشرفيون بكل الحقوق فيما عدى حق الترشيح لعضوية الأمانة العامة للاتحاد والانتخاب.
- أعضاء فخريون: وهم الأعضاء من الفلسطينيين والعرب والأجانب من غير الفنانين الذين قدموا ويقدمون خدمات جليلة للاتحاد، وتعتمدهم الأمانة العامة.

## الموقف من التطبيع الثقافي
عبر الاتحاد العام للفنانين التعبيريين الفلسطينيين في مناسبات عديدة عن رفضه لمحاولات التطبيع الثقافي مع الهيئات والمؤسسات الثقافيّة التابعة لسلطة الاحتلال الإسرائيلي، ففي 2017 دعا الاتحاد إلى مقاطعة مهرجان مقدسة الذي أقامته مؤسسة موسم الثقافة في القدس في مدينة القدس المحتلة لخدمة أجندات صهيونية، وهدد الاتحاد بفصل الأعضاء إذا ثبت مشاركتهم في أحد المهرجانات أو الفعاليات المروجة للتطبيع الثقافي مع الجانب الإسرائيلي. وفي عام 2023 أصدر الإتحاد العام للفنانين التعبيريين الفلسطينيين بيانا عبر فيه عن رفضه للاتفاقية التي وقعها مسؤولو كل من مهرجان الرباط لسينما المؤلف ومهرجان الداخلة السينمائي مع ممثلين عن وزارة الثقافة والرياضة الإسرائيلية.